# Jens Kragh Høst
Jens Kragh Høst (født 15. september 1772 på St. Thomas, død 26. marts 1844 på Islegaard ved København) var en dansk advokat, bladudgiver, litterat og historiker.

## Tidlige år
Han var en søn af Georg Hjersing Høst og fødtes på St. Thomas i Vestindien. 4 år gammel kom Høst til Danmark, og efter at være undervist privat af forskellige lærere dimitteredes han 1788 af Frederik Sneedorff til Københavns Universitet, endnu ikke 16 år gammel. Efter i nogle år at have drevet litterære studier af forskellig art valgte han lovkyndighed til fag og tog efter kun 2 års studium juridisk embedseksamen 1792. Samme år erhvervede han bestalling som prokurator ved Hof- og Stadsretten og begyndte sin skribentvirksomhed med en oversættelse af en af Florians romaner; snart fulgte mere selvstændige litterære, politiske og juridiske arbejder efter.
Han skrev for bl.a. Minerva (fra 1793, bl.a. skrev han den historiske artikel i 3 måneder fra januar 93, og et indlæg om anonymitet under mærket "N.R.M.", dvs "Nærum" hvor han på det tidspunkt boede), Lærde efterretninger (1793-98, under mærket "E.C.", dvs "En Creoler", og "J.K.H."), Journal for Politik, Natur og Menneskekundskab (fra 1794), Kiøbenhavns Aftenpost, Iris og Rasmus Nyerups Efterretninger om udenlandsk Litteratur (1793-1796).
I 1796 blev han optaget i Drejers Klub. Han havde en stor omgangskreds, der bl.a. talte Schack Staffeldt, familien Heger, Christen Henriksen Pram, Knud Lyne Rahbek (hvem han en periode i 1794 boedes hos på Bakkehuset), Nyerup, Frederik Høegh-Guldberg, Malthe Conrad Bruun og Peter Andreas Heiberg.
Høst var således en tidlig udviklet natur; en langsommere åndelig vækst havde vistnok været gunstigere for ham og kunnet give ham den modenhed, som han nu aldrig nåede. Der var gennemgående noget halvstøbt og ufærdigt over Høsts viden og virken; tilløb og brudte planer betegne hans vej. Hans uorden -- Henrik Steffens har i sine erindringer Was ich erlebte givet en klassisk skildring af uordenen i hans værelse -- og hans ustadighed skulle ikke indgyde tillid til ham som sagfører.

## Skandalen
21 år gammel søgte han at gøre prøve for Advokaturen ved Højesteret, men måtte opgive det. 1799 konkurrerede han sammen med Anders Sandøe Ørsted og Matthias Hastrup Bornemann om en ansættelse ved universitetet, men den sidste blev foretrukket. Imidlertid blev han dog 1800 protokolsekretær ved Højesteret og 1801 assessor i Hof- og Stadsretten, men dette embede fradømtes ham ved en Højesteretsdom 1808.
Grunden hertil var følgende. Efter at Høst 1802 havde ægtet den smukke Susanne Margrethe Oxholm (Datter af søkaptajn Jørgen Oxholm), som fødte ham flere børn, og da sygdom jævnlig hjemsøgte familien, var han i vedvarende økonomisk forlegenhed, uagtet han arbejdede flittig med sin pen. Blandt dem, der forstrakte ham med penge, var en købmand Kyhn, hvem Høst bistod som juridisk konsulent, og for hvem han skrev indlæg i retssager; men Kyhn blev overbevist om falsknerier, og Høst inddroges i sagen. Høst var ganske sikkert ikke medskyldig i forbrydelsen, men han havde vist uforsigtig handlemåde og klart godtgjort, at en dommerstilling ikke kunne betros ham.

## Tidsskrifter
Høst levede nu af at skrive indlæg for prokuratorer og dernæst af den litterære virksomhed, som han tidlig havde begyndt. I årene 1796-1810 udgav han over et dusin tidsskrifter eller ugeblade, dels underholdende (Euphrosyne, 3 bind, 1796), dels litterære (Nye Efterretninger om udenlandsk Litteratur, 3 bind, 1796-98) eller belærende (Ej blot til Lyst, 4 bind, 1802-3), dels dramaturgiske (Theatret, 1805-6, Theaterblad 1807-8); de bestod gerne kun et par år, men afløstes straks af nye. Han var desuden redaktør af Kiøbenhavns Aftenpost i perioden 1809-1812. Noget højt ideelt præg besad hele denne produktion ikke, men den viste dog Høsts sans for interessante meddelelser, hans gode kendskab til den fremmede litteratur og lette,
hurtige pen.

## Forholdet til Sverige
Imidlertid havde dog i ét forhold en virkelig idealitet hvilet over Høsts virken, nemlig ved hans bestræbelse for at tilvejebringe en tilnærmelse til Sverige og litterær forbindelse med dette land. 1794 besøgte han første gang Lund, hvor han vandt mange venner; næste år begyndte han sammen med Peder Horrebow Haste og Frederik Høegh-Guldberg månedsskriftet Nordia med det
mål at kæmpe for en nøje litterær forbindelse mellem begge nationer. Skriftet fandt tilslutning hos danske og svenske forfattere, men måtte dog på grund af forskellige uheld ophøre efter et års beståen.
Et forsøg på at stifte en svensk bogsamling i København kunne heller ikke lykkes ham. Men utrættelig arbejdede Høst dog videre for disse ideer, og det lykkedes ham i forening med Jens Baggesen, Rasmus Nyerup og Christen Henriksen Pram at få stiftet Det skandinaviske Litteraturselskab 1796. Med understøttelse af Selskabet drog Høst 1798 til Sverige for at virke for dets udbredelse og skaffe medarbejdere; han knyttede mange forbindelser, men følte i øvrigt hurtig, at iveren var større i Danmark end i Sverige.
I 6 år var han sekretær for Selskabet og skrev ofte i dets tidsskrift, Skandinavisk Musæum; da dette ikke helt tiltalte ham, udgav han på egen hånd Svenske Blade (1798-99), ligesom hans forskellige tidsskrifter ofte meddelte oplysninger om Sveriges historie og litteratur samt oversættelser fra svensk. Høst udgav også Svensk Haandordbog for danske (1799) og Kort svensk Sproglære for danske (1808).
Da Frederik 6. 1810 arbejdede for sin kandidatur ved valget af en svensk tronfølger, blev Høst og Gottsche Hans Olsen sendt til Sverige for at påvirke den offentlige mening, men forsøget var uheldigt og unyttigt.

## Politisk oplysning og historiker
Høst har dog også fortjenester på et andet område. Han havde oftere givet oversigter over udlandets politik -- det betroedes ham endog 1812 – 1813 at redigere Den danske Statstidende -- og ligeledes i samlet fremstilling behandlet emner fra nutiden; hans velskrevne Skildring af Napoleons Levned (1810-14) udsolgtes hurtig i et antal af 2000 eksemplarer (Frederik 6. havde tegnet sig for 25). Ligeledes holdt Høst vel besøgte forelæsninger over dagens politiske nyheder, i det han oplæste meddelelser fra udlandets blade. Han beholdt dog sin polemiske natur, og i 1821 kritiserede han (anonymt) i tidsskriftet Statsvennen diverse forhold på Det Kongelige Bibliotek, som ledte til en heftig offentlig debat imellem de biblioteksansvarlige Daniel Gotthilf Moldenhawer og Christian Molbech, og som indirekte havde indflydelse på den senere udformning af katalogen over dette biblioteks danske samling.
Han søgte nu dels i forelæsninger, dels i skrifter at give en mere indtrængende historisk skildring af den nyere historie, særligt Christian 7.’s lange regeringsperiode, og disse undersøgelser offentliggjordes i Mærkværdigheder i Kong Frederik den Femtes Levnet og Regiering (1820), Udsigt over de 5 første Aar af Kong Christian VII’s Regering (1821), J. F. Struensee og hans Ministerium (1824), Entwurf einer Geschichte der dänischen Monarchie unter der Regierung Christian VII (1813-16). Her er samlet meget stof sammen fra ældre periodisk litteratur og andre skrifter, ligesom enkelte utrykte materialer er benyttede. Samlingerne er til dels foretaget ud fra Høsts egne historisk biografiske tidsskrifter Clio (1813), Politik og Historie (1820-22) og Chronos (1822), som fortrinsvis indeholder biografier over "udmærkede Mænd fra Christian den Syvendes Old". Særligt med hensyn til værket om Struensee har han været foregangsmand. Værket, som af historikeren Asser Amdisen blev betegnet som den "monumentale og imponerende struenseebiografi", er det første værk der indeholder en samlet bedømmelse af Struensees lovgivning baseret bl.a. på samtidens lovmateriale. Høst vurderer her Struensee overvejende positivt, og anser Struensee som en demokratisk visionær, og finder kun et kritikpunkt i hans mangel på religion. Han kommer i sit værk ikke ind på Struensees forhold til dronning Caroline Mathilde, men det må tilskrives at man i Frederik 6.s regeringsperiode stadig anså dette forhold som tabu.
Høst foreslog at indføre et fælles navn for sin tids union mellem Danmark og Norge. Selv kom han med forslaget Dannora, mens andre foreslog Dannorig. 
Høst kan fremsætte træffende betragtninger, han karakteriserer ofte godt enkelte personer eller bevægelser -- den ukritiske beundring af Struensee kommer først efterhånden stærkt frem. Men historiker med sjæl eller ånd er Høst ikke; der mangler ham åben sans for mange af livets forhold, finere følelse og omfattende syn; han er ofte lige så skæv i sin dom, som han er skødesløs og forhastet i sin beretning.
Høst havde søgt og fået understøttelse til sin litterære virksomhed hos ikke få private, således Bernt Anker, Mendel Levin Nathanson, greve og statsminister Joachim Godske Moltke. I 1819 tildeltes han ventepenge af statskassen.
1817 fik han tilladelse til at disputere for den juridiske doktorgrad og forsvarede sit skrift: De injuriis verbalibus secundum leges Danicas nunc vigentes. Men sit hjem forsømte han, og da hans hustru havde fattet en uovervindelig tilbøjelighed for en anden, indvilligede han i skilsmissen 1825. Hun ægtede derpå kammerråd Niels Frederik Bernhard Schiern. Kun den ældste søn blev hos faderen; af de 5 andre børn antog de 4 navnet Schiern (deriblandt departementschef Einar Schiern og historikeren Frederik Schiern).

## Sidste år
Høst fortsatte endnu nogle år sin litterære virksomhed, men derpå standsede den. I 1829 var hans bolig på Amagertorv nr. 17. Hans hukommelse og andre åndelige evner havde ikke lidt -- hvad der bl.a. ses af hans 1835 udgivne Erindringer om mig og mine samtidige (findes digitaliseret på Wikimedia Commons) --, men den konstante skriven, ofte om natten og under nydelse af stærk kaffe, det omstrejfende liv på caféer og den derved foranledigede nydelse af spirituosa, endelig også de huslige sorger havde svækket hans kraft; omsider angrebes også hans evner således, at han i sine sidste år var åndsforvirret og plagedes af mørke, fikse idéer. Han opholdt sig hos slægtninge på Islegård ved København og døde her 26. marts 1844.
Høst manglede karakterens faste ligevægt så vel som harmonisk ro (Kamma Rahbek taler også om Høsts "oplivende og forfriskende Pesthusmimik"); med sin selvkærhed forbandt han dog en del godmodighed, han var erkendtlig for modtaget hjælp, og det gør ham ære, at han havde flere trofaste venner, således Christen Henriksen Pram og Jens Baggesen. Klare standpunkter besad Høst næppe; han skildrer sig selv som troende, medens nærpårørende opfattede ham som fornægter; hans politiske opfattelse var vaklende og synes at være holdt stærkt i ave af ydre hensyn.
Han er begravet på Brønshøj Kirkegård.